# Шикхи Махити
Ши́кхи Махи́ти (IAST: Śikhi Māhitī) — кришнаитский святой, один из ближайших сподвижников Чайтаньи (1486—1534). Жил в Ориссе в конце XV — первой половине XVI века. 
Шикхи Махити родился и вырос в Пури, в брахманской семье. Он был пуджари в храме Джаганнатхи. Кавикарнапура описывает в «Чайтанья-чаритамрита-махакавье» историю о том, как Шикхи Махити стал последователем Чайтаньи. Брат Шикхи Махити, Мурари (ставший преданным Чайтаньи до него), много раз пытался убедить его в божественности Чайтаньи, в том, что между Чайтаньей и Джаганнатхой не было разницы. Однако, Шикхи Махити последовательно отказывался принимать эти идеи. Однажды ему приснился сон, в котором Чайтанья, во время даршана в храме, несколько раз вошёл в мурти Джаганнатхи и вышел из него, а затем заключил Шикхи Махити в свои объятия, тем самым подтвердив духовную природу этого сна.
Согласно «Гаура-ганоддеша-дипике», Шикхи Махити и его младшая сестра Мадхави Деви в духовном мире являются двумя служанками Радхи по имени Рагалекха и Калакели. В «Чайтанья-чаритамрите» утверждается, что Чайтанья имел «трёх с половиной» наиболее близких преданных: Сварупу Дамодару, Рамананду Рая, Шикхи Махити и Мадхави Деви.